# Anisodes insitiva
Anisodes insitiva är en fjärilsart som beskrevs av Louis Beethoven Prout 1920. Anisodes insitiva ingår i släktet Anisodes och familjen mätare. Inga underarter finns listade i Catalogue of Life.